# Harzrundweg

Wegzeichen

Der Harzrundweg ist ein Radfernweg, der auf etwa 350 Kilometer Länge am Harzrand um das nördlichste deutsche Mittelgebirge herumführt.
Der Radfernweg hat je nach Landkreis sehr unterschiedliche Standards. Offizieller Startpunkt ist Goslar. In diesem Landkreis führt er meist über Schotterwege, teilweise auch Asphaltstraßen, aber auch unebene Wege. Wernigerode (jetzt Harzkreis) hat viel für den Ausbau getan, so dass die Asphaltstrecken überwiegen. Quedlinburg (ebenfalls Harzkreis) stellt sich ebenfalls wieder recht durchwachsen dar.
Im Südharz (Mansfeld-Südharz, Nordhausen, Göttingen) überwiegen lange Strecken über ruhige Straßen und asphaltierte Wirtschaftswege. Für die Fahrt sollte man Reifenbreiten nicht unter 35 mm wählen. Eventuell empfiehlt sich die Benutzung eines Mountainbikes.
Im nördlichen Bereich zwischen Langelsheim und Ballenstedt läuft der Weg weitgehende auf gleicher Strecke wie die Europaroute (D3).